# Saison 1985-1986 du Stade Malherbe Caen
Chronologie
Saison précédente Saison suivante
En 1985-1986, le Stade Malherbe de Caen évolue en deuxième division pour la deuxième saison consécutive.
Après le maintien confortable obtenu la saison précédente, le club caennais décide en 1985 de retrouver le statut professionnel, abandonné en 1938. Ce statut est le symbole des nouvelles ambitions du Stade Malherbe, initiées par l'entraîneur Pierre Mankowski, arrivé au club en 1983.
Les Caennais réalisent une saison solide et terminent finalement à la sixième place du groupe B, égalant le meilleur classement de l'histoire du club.

## Transferts

### Arrivées
| Nom                | Poste     | Nationalité sportive | Transfert | Provenance         |
| ------------------ | --------- | -------------------- | --------- | ------------------ |
| Michel Bensoussan  | gardien   | France               | transfert | FC Rouen           |
| Bruno Scipion      | défenseur | France               | transfert | CA Lisieux         |
| Éric Bala          | défenseur | France               | transfert | Amiens SC          |
| Guy Stéphan        | milieu    | France               | transfert | US Orléans         |
| Philippe Montanier | gardien   | France               | transfert | ALM Evreux         |
| Franck Lemesle     | attaquant | France               | transfert | Brest Armorique FC |

### Départs
| Nom             | Poste   | Nationalité sportive | Transfert | Provenance     |
| --------------- | ------- | -------------------- | --------- | -------------- |
| Alain Douville  | gardien | France               | arrêt     | Stade brestois |
| Mohamed Naciri  | milieu  | Maroc                | transfert | US Fécamp      |
| Xavier Agostini | milieu  | France               | transfert | Bayeux FC      |
| Daniel Gauvain  | milieu  | France               | transfert | Bayeux FC      |

## Effectif

### Joueurs utilisés
| Joueur             | D2     | D2   |
| Joueur             | Matchs | Buts |
| ------------------ | ------ | ---- |
| Michel Bensoussan  | 34     | 0    |
| Philippe Montanier | 0      | 0    |

| Joueur               | D2 | D2 |
| Joueur               | M  | B  |
| -------------------- | -- | -- |
| Éric Lefol           | 8  | 0  |
| Bruno Scipion        | 32 | 0  |
| Philippe Delval      | 32 | 0  |
| Jean-Pierre Avrillon | 33 | 3  |
| Gilles Crapoulet     | 1  | 0  |
| Germain M'Bemba      | 15 | 1  |
| Éric Bala            | 33 | 3  |

| Joueur           | D2 | D2 |
| Joueur           | M  | B  |
| ---------------- | -- | -- |
| Guy Stéphan      | 34 | 6  |
| Emmanuel Hamon   | 26 | 5  |
| Olivier Pichard  | 28 | 4  |
| Bernard Roques   | 6  | 1  |
| Christophe Point | 19 | 0  |
| Pascal Théault   | 17 | 0  |

| Joueur           | D2 | D2 |
| Joueur           | M  | B  |
| ---------------- | -- | -- |
| Franck Lemesle   | 8  | 0  |
| Yvan Lebourgeois | 32 | 4  |
| Fabrice Divert   | 12 | 0  |
| Alain Vandeputte | 32 | 6  |

## Les rencontres de la saison

### Championnat de deuxième division
| Date       | Journée | Adversaire           | Lieu                  | Score | Buteurs SMC | Class. |
| ---------- | ------- | -------------------- | --------------------- | ----- | ----------- | ------ |
| 16/07/1985 | 1er     | Guingamp             | Stade Yves-Jaguin     | 3 - 1 |             |        |
| 20/07/1985 | 2e      | CS Sedan             | Stade de Venoix       | 1 - 0 | Roques      |        |
| 26/07/1985 | 3e      | Limoges FC           | Stade de Beaublanc    | 1 - 1 |             |        |
| 02/08/1985 | 4e      | Besançon Racing Club | Stade de Venoix       | 2 - 0 |             |        |
| 09/08/1985 | 5e      | US Dunkerque         | Stade Marcel-Tribut   | 0 - 1 |             |        |
| 16/08/1985 | 6e      | AS Beauvais          | Stade de Venoix       | 1 - 0 |             |        |
| 23/08/1985 | 7e      | US Orléans           | Stade de la Source    | 3 - 1 |             |        |
| 30/08/1985 | 8e      | Stade Quimpérois     | Stade de Venoix       | 1 - 1 |             |        |
| 06/09/1985 | 9e      | Chamois niortais     | Stade René-Gaillard   | 2 - 2 |             |        |
| 13/09/1985 | 10e     | Stade de Reims       | Stade de Venoix       | 1 - 0 | Stéphan     |        |
| 20/09/1985 | 11e     | Racing Paris         | Parc des Princes      | 1 - 0 |             |        |
| 27/09/1985 | 12e     | Valenciennes FC      | Stade de Venoix       | 3 - 0 |             |        |
| 04/10/1985 | 13e     | FC Rouen             | Stade Robert-Diochon  | 0 - 1 |             |        |
| 09/10/1985 | 14e     | SCO Angers           | Stade Jean-Bouin      | 1 - 0 |             |        |
| 18/10/1985 | 15e     | SC Abbeville         | Stade de Venoix       | 1 - 3 |             |        |
| 25/10/1985 | 16e     | FC Mulhouse          | Stade de l'Ill        | 0 - 0 |             |        |
| 01/11/1985 | 17e     | FC Lorient           | Stade de Venoix       | 1 - 1 |             | 8e     |
| 08/11/1985 | 18e     | CS Sedan             | Stade Émile-Albeau    | 1 - 3 |             |        |
| 15/11/1985 | 19e     | Limoges FC           | Stade de Venoix       | 3 - 0 |             |        |
| 23/11/1985 | 20e     | Besançon Racing Club | Stade Léo-Lagrange    | 2 - 1 |             |        |
| 29/11/1985 | 21e     | US Dunkerque         | Stade de Venoix       | 1 -0  |             |        |
| 07/12/1985 | 22e     | AS Beauvais          | Stade Pierre-Brisson  | 0 - 1 |             | 4e     |
| 10/01/1986 | 23e     | US Orléans           | Stade de Venoix       | 3 - 2 |             |        |
| 17/01/1986 | 24e     | Stade Quimpérois     | Stade de Penvillers   | 0 - 1 |             |        |
| 01/02/1986 | 25e     | Chamois niortais     | Stade de Venoix       | 1 - 1 |             |        |
| 07/02/1986 | 26e     | Stade de Reims       | Stade Auguste-Delaune | 2 - 0 |             |        |
| 22/02/1986 | 27e     | Racing Paris         | Stade de Venoix       | 0 - 1 |             |        |
| 28/02/1986 | 28e     | Valenciennes FC      | Stade Nungesser       | 0 - 0 |             |        |
| 08/03/1986 | 29e     | FC Rouen             | Stade de Venoix       | 2 - 0 |             |        |
| 14/03/1986 | 30e     | SCO Angers           | Stade de Venoix       | 1 - 0 |             |        |
| 22/03/1986 | 31e     | SC Abbeville         | Stade Paul-Delique    | 0 - 0 |             |        |
| 28/03/1986 | 32e     | FC Mulhouse          | Stade de Venoix       | 2 - 0 |             |        |
| 05/04/1986 | 33e     | FC Lorient           | Stade du Moustoir     | 2 - 0 |             |        |
| 12/04/1986 | 34e     | Guingamp             | Stade de Venoix       | 0 - 2 |             | 6e     |

### Coupe de France
| Date       | Tour    | Adversaire         | Lieu        | Score | Buteurs SMC | Public |
| ---------- | ------- | ------------------ | ----------- | ----- | ----------- | ------ |
|            | 7e tour | Versailles         | Caen        | 2 - 1 |             |        |
|            | 8e tour | ASL Sport Guyanais | Caen        | 2 -0  |             |        |
| 25/01/1986 | 32e     | Red Star           | Stade Bauer | 1 - 0 |             |        |